# Holt költők társasága
A Holt költők társasága (eredeti cím: Dead Poets Society) egy 1989-ben bemutatott Oscar-díjas amerikai ifjúsági filmdráma, Peter Weir rendezésében.
A film 1959-ben játszódik, egy konzervatív szemléletű fiúiskolában tanuló tizenéves diákcsoport történetét mutatja be. Nagy hatással van rájuk újdonsült irodalomtanáruk, aki miközben megpróbálja felkelteni az érdeklődésüket a költészet iránt, arra bátorítja őket, hogy ne vonakodjanak nyitott szemmel járni a világban és megváltoztatni dolgokat maguk körül.
A film, amit a Delaware állambeli St. Andrew's Schoolban vettek fel, Vermont államban, a képzeletbeli Welton Akadémián játszódik.

## Cselekmény
|  | Alább a cselekmény részletei következnek! |

### Alaphelyzet
Hét fiú, név szerint Neil Perry (Robert Sean Leonard), Todd Anderson (Ethan Hawke), Knox Overstreet (Josh Charles), Charles Dalton (Gale Hansen), Richard Cameron (Dylan Kussman), Steven Meeks (Allelon Ruggiero) és Gerard Pitts (James Waterston) a Welton Akadémiába járnak, amelynek négy fő alapelve: Hagyomány, Becsület, Fegyelem, Érdem.
Az iskolában az új irodalomtanár, Mr. Keating (Robin Williams) azt tanítja a diákoknak, hogy az önállóság egy lehetséges és szükséges vezérlőelv az életben, de annak, hogy az ember rátalálhasson önmagára, az egyetlen lehetséges módja belülről fakad.

### A realista és a romantikus filozófia konfliktusa
A Holt költők társasága a realitások és a romantika közötti konfliktust tárja fel, pontosan úgy, ahogy ezek az eszmék a diákok számára a világ minden középiskolájában megjelennek. A Welton Akadémia a hagyományokra és a tökéletességre épült, realisták által készített, szigorúan strukturált tananyagot kínál diákellenes vezetőséggel és eljárásrenddel. Az új irodalomtanár azonban új szenvedéllyel lát munkához, diákjait sosem látott romantikus felfogásban tanítja.
John Keating heves előadással kezdi a tanítást a közelgő halálról, elmagyarázva a diákoknak, hogy az életük elröpül és meg kell ragadniuk a napot, hogy érjen valamit az életük, fel kell használniuk a „carpe diem” (magyarul „élj a mának”) örökségét. Az oktatás kezdetén megkéri az egyik diákot, hogy olvassa fel a szöveggyűjtemény bevezetőjét, amelyben egy tudományos módszer olvasható, mely szerint egy vers formai színvonala és jelentősége két merőleges tengelyen ábrázolva a lefedett terület segítségével meghatározza a vers nagyszerűségét. Keating a diákok csodálkozására és megdöbbenésére kitépeti velük a könyvből a bevezetőt.
A tanár romantikus költők műveit tanítja nekik, mint Whitman, Thoreau és Lord Byron, valamint külső helyszíni gyakorlatok keretében hívja fel figyelmüket a konformitás veszélyeire és a sport erejére az emberi versengés lehetséges útjai között.
A furcsa tevékenységek közepette az új tanár beavatja a diákokat a titokba, hogy annak idején a Holt Költők Társaságának tagja volt. Kérdésre mesél a gyűlésekről, de megkéri a diákokat, hogy felejtsék el, amit mondott. Ennek ellenére ők a kollégiumból kiszökve megalapítják a maguk Holt Költők Társaságát és a találkozókon minden résztvevő lehetőséget kap, hogy kifejezze saját romantikus vagy realista énjét.
A realizmus és a romantika megrázó konfliktusa akkor kezdődik, amikor Charlie Dalton a Holt Költők nevében egy provokatív cikket közöl az iskolaújságban, mire a vezetőség megrémül és nyomozást indít. Knox Overstreet szerelmes lesz egy lányba, aki viszont addigra szülei barátainak fiával már eljegyezte magát. A romantikus eszméktől hajtva azonban fáradhatatlanul űzi szerelmét, a lány barátja képében saját életét is kockára téve.

### Dráma
A történet drámai részét túlnyomórészt Todd Anderson szemszögéből követhetjük, aki érkezése után Neil Perry szobatársa lesz a Weltonban. Todd szégyenlős típus, akit megfélemlít, hogy amit mond, az esetleg jelentéktelen vagy értelmetlen, az pedig különösen zavarja, hogy bátyja is ott végzett, mégpedig kiváló eredménnyel.
Neil ezzel szemben sugárzik, tele van ambícióval, amivel kiváltja apja haragját. Perry apja minden apró részletet parancsba ad fiának, az iskolán kívüli tevékenységektől kezdve a jövőjét illető tervekig. Neil minden tárgyból kitűnően teljesít, de rájön, hogy az ő valódi szenvedélye a színészet. Elvállalja a főszerepet (Puck) a Szentivánéji álom helyi előadásában, majd miután ezt apja megtudja és követeli tőle, hogy hagyja abba a színjátszást, félretájékoztatja és hazugságokba bonyolódik Mr. Keatinggel szemben is. A sikeres előadást követően apja megfenyegeti. Neil még azon az éjszakán öngyilkosságba menekül.
Mr. és Mrs. Perry átfogó nyomozást követel haláláért, a Welton vezetősége pedig eljut a Holt Költők Társaságáig, a felfordulásért Keatinget teszik felelőssé. A társaság minden tagját és szüleiket behívják a vezetőséghez, hogy aláírassák velük a nyilatkozatot, mely szerint Mr. Keating töltötte tele a fejüket azokkal az öntelt eszmékkel, amik Neil tragikus sorsához vezettek. A legnagyobb realista, Cameron, aki mindig azt teszi, amit helyesnek gondol, aláírja a nyilatkozatot, és a többieket is erre buzdítja. Dalton megüti Cameront, mert elárulta mindazt, amit a Holt Költők Társasága féltett.
Az utolsó jelenetben szemléletes egyensúly jelenik meg a két eszme között, Todd sírva fakad, az osztály tagjai látványosan tüntetnek Keating mellett: „Ó Kapitány, Kapitányom!” Todd pedig, aki korábban visszahúzódó típus volt, a verset ezúttal az emberiség szolgálatába állítva fellép a padra, hogy tisztelegjen volt tanára előtt, aki megváltoztatta az életét.
|  | Itt a vége a cselekmény részletezésének! |

## Szereplők
| Szereplő          | Színész             | Magyar hang                 |
| ----------------- | ------------------- | --------------------------- |
| John Keating      | Robin Williams      | Tordy Géza                  |
| Neil Perry        | Robert Sean Leonard | Rudolf Péter                |
| Todd Anderson     | Ethan Hawke         | Bor Zoltán                  |
| Knox Overstreet   | Josh Charles        | Schnell Ádám                |
| Charlie Dalton    | Gale Hansen         | Lippai László               |
| Richard Cameron   | Dylan Kussman       | Boros Zoltán                |
| Steven Meeks      | Allelon Ruggiero    | Pusztaszeri Kornél          |
| Gerard Pitts      | James Waterston     | Kautzky ArmandCsankó Zoltán |
| Dr. Gale Nolan    | Norman Lloyd        | Kun Vilmos                  |
| Thomas Perry      | Kurtwood Smith      | Rajhona Ádám                |
| Chris Noel        | Alexandra Powers    | Kiss Erika                  |
| Gloria            | Melora Walters      | Csellár Réka                |
| Tina              | Welker White        | Spilák Klára                |
| George McAllister | Leon Pownall        | Tolnai Miklós               |
| Dr. Hager         | George Martin       | Horkai János                |
| Mrs. Perry        | Carla Belver        | Pápai Erzsi                 |
| Mrs. Danburry     | Jane Moore          | Menszátor Magdolna          |
| Joe Danburry      | Kevin Cooney        | Dobránszky Zoltán           |
| Chet Danburry     | Colin Irving        | Rátóti Zoltán               |
| Kurt Hopkins      | Matt Carey          | Lux Ádám                    |
| Mr. Anderson      | John Cunningham     | Dobránszky Zoltán           |

## Díjak és jelölések
A film Oscar-díjat nyert a legjobb eredeti forgatókönyv kategóriában, továbbá jelölték a legjobb színész (Robin Williams), a legjobb rendezés és a legjobb film kategóriákra.